# 기타큐슈 공업지대

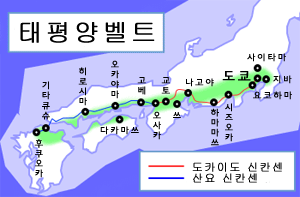
기타큐슈 공업지대는 지도 좌측의 '후쿠오카', '기타큐슈' 일대에 있다.

기타큐슈 공업지대(일본어: 北九州工業地帯 기타큐슈코교우치타[*])는 일본의 후쿠오카현 기타큐슈시를 중심으로 한 간몬 해협이나 도카이 만, 스오나다 해안 지역 일대에 퍼져있는 공업 지대이다. 태평양 벨트의 서쪽 부분에 위치하고 있으며, 일본의 4대 공업 지대의 하나이다. 기타큐슈 공업지역이라고도 칭한다.